# NGC 548
NGC 548 (други обозначения – UGC 1010, MCG 0-4-141, ZWG 385.134, DRCG 7 – 56, PGC 5326) е елиптична галактика (E) в съзвездието Кит.
Обектът присъства в оригиналната редакция на „Нов общ каталог“.